# Руснак Василь
Руснак Василь (* 1899 — ?) — студентський і громадсько-політичний діяч Буковини.
За професійною діяльністю — адвокат. Був лідером соціал-демократичної партії на Буковині у 1920-их і 30-их роках, жив та працював у Чернівцях, де редагував газету Робітник. Згодом переїхав до Румунії. Співавтор румунсько-українського і україно-румунського словників (Бухарест, 1963 і 1964).